# Bryan Fuller
Bryan Fuller (* 29. července 1969 Lewiston, Idaho) je americký televizní scenárista a producent.
Počátek jeho televizní práce se datuje do druhé poloviny 90. let 20. století, kdy v roce 1997 začínal jako scenárista seriálů Star Trek: Stanice Deep Space Nine a především Star Trek: Vesmírná loď Voyager, na kterém pracoval až do jeho konce v roce 2001. Roku 2002 napsal scénář pro film Carrie. V letech 2003 a 2004 vytvořil vlastní seriály Mrtví jako já a Wonderfalls. Mezi lety 2006 a 2009 se jako scenárista a producent podílel na seriálu Hrdinové. Jeho dalšími vlastními autorskými díly jsou seriál Řekni, kdo tě zabil (2007–2009), pilotní díl Mockingbird Lane (2012) a seriál Hannibal (2013–2015). Je rovněž spoluautorem seriálů Američtí bohové (od 2017), Star Trek: Discovery (od 2017) a Star Trek: Short Treks (od 2018).
Žije se svým partnerem, návrhářem interiérů Scottem Robertsem.